# 부에노스아이레스의 행정 구역

부에노스아이레스의 동

부에노스아이레스는 가톨릭 교구에서 비롯된 48개의 동(Bario)으로 구분되어 있다. 몇 개의 동이 묶여 자치구(comunas,코무나스)를 구성하고 있다.

## 동(바리오)

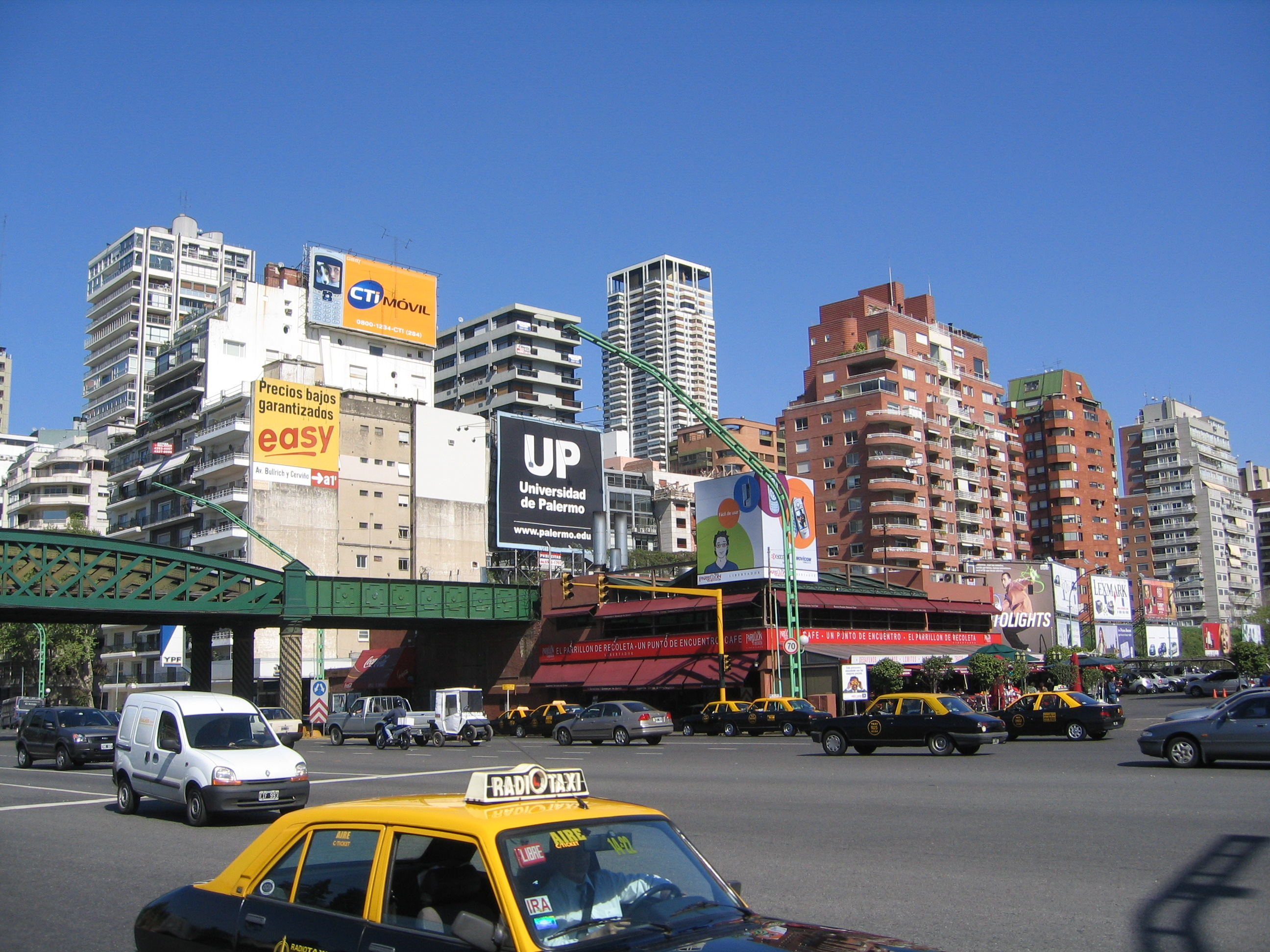
팔레르모.

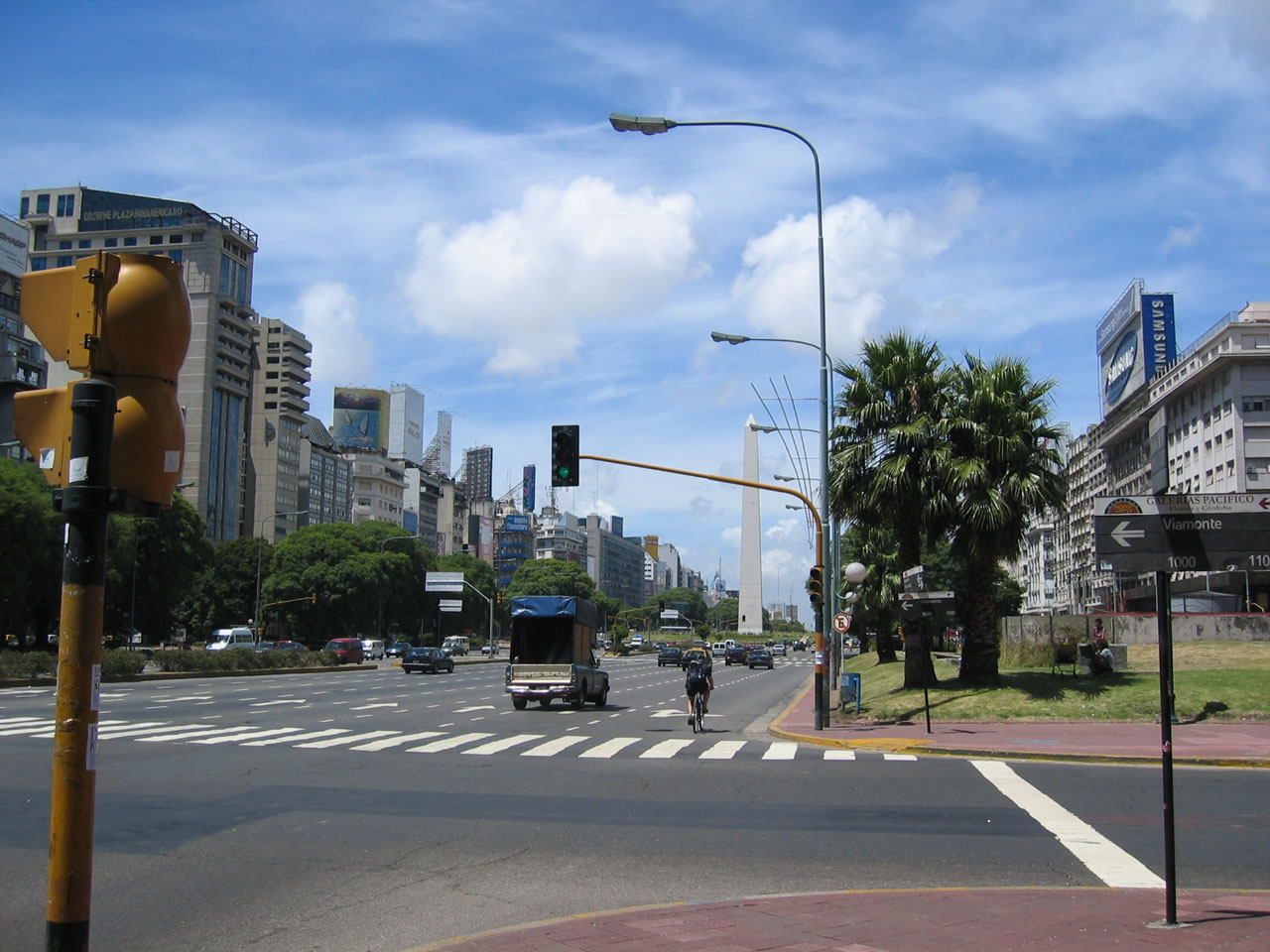
싼 니콜라스

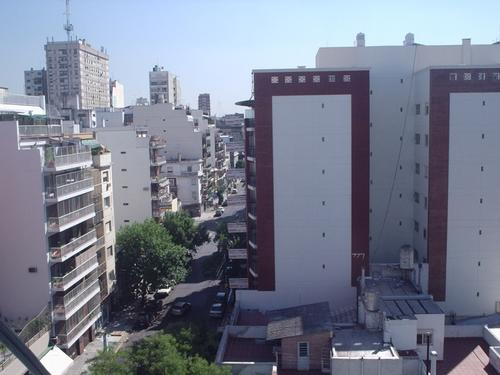
빌라 크레스포

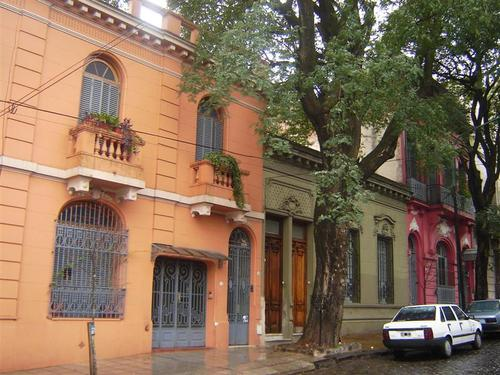
싼 크리스토발

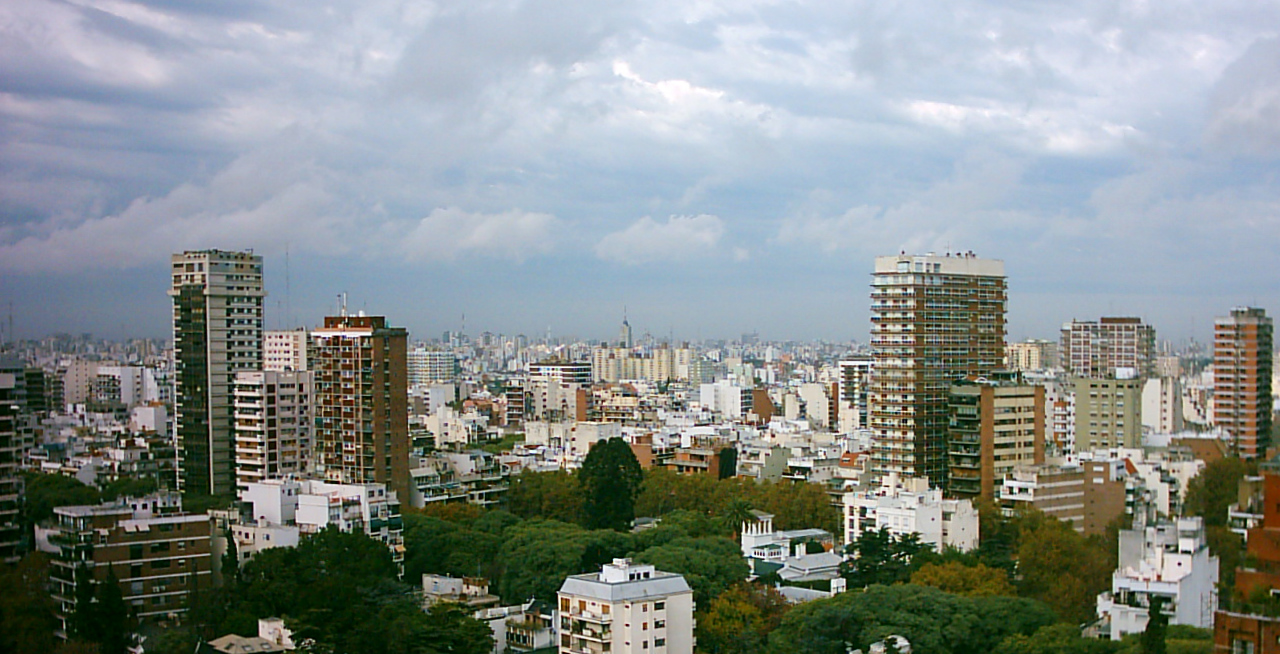
벨그라노

알파벳 순서, 뒤의 숫자는 2001년 인구 조사에 의한 인구수
- 아그로노미아 (Agronomía) (34,580)
- 알마그로 (Almagro) (139,262)
- 발바네라 (Balvanera) (152,262)
- 바라카스 (Barracas) (77,474)
- 벨그라노 (Belgrano) (138,942)
- 보에도 (Boedo) (48,520)
- 카바지토 (Caballito) (183,398)
- 차카리타 (Chacarita) (27,440)
- 콜란 (Coghlan) (19,177)
- 콜레히알레스 (Colegiales) (56,998)
- 콘스티투시온 (Constitución) (45,860)
- 플로레스 (Flores) (150,484)
- 플로레스타 (Floresta) (39,473)
- 라 보카 (La Boca) (46,494)
- 라 파테르날 (La Paternal) ()
- 리니에르스 (Liniers) (44,234)
- 마타데로스 (Mataderos) (64,932)
- 몬테카스트로 (Monte Castro) (34,584)
- 몬세라트 (Montserrat)  (43,560)
- 누에바 폼페야 (Nueva Pompeya) ()
- 누녜스 (Núñez) (53,005)
- 팔레르모 (Palermo) (252,312)
- 파르케 아베쟈네다 (Parque Avellaneda) (54,191)
- 파르케 차카부코 (Parque Chacabuco) (39,473)
- 파르케 차스 (Parque Chas) (39,473)
- 파르케 파트리시오스 (Parque Patricios) (40,885)
- 푸에르토 마데로 (Puerto Madero) (7,000)
- 레콜레타 (Recoleta) (188,780)
- 레티로 (Retiro) (45,002)
- 사아베드라 (Saavedra) (51,723)
- 산크리스토발 (San Cristóbal) (49,986)
- 산니콜라스 (San Nicolás) (33,305)
- 산텔모 (San Telmo) (25,969)
- 벨레스 사르스필드 (Vélez Sársfield) (35,963)
- 베르사제스 (Versalles) (14,178)
- 비야 크레스포 (Villa Crespo) (89,859)
- 비야 델 파르케 (Villa del Parque) (58,573)
- 비야 데보토 (Villa Devoto) (71,013)
- 비야 루가노 (Villa Lugano) (114,253)
- 비야 루로 (Villa Luro) (33,058)
- 비야 미트레 (Villa Gral. Mitre) (36,090)
- 비야 오르투사르 (Villa Ortúzar) (22,591)
- 비야 푸에이레돈 (Villa Pueyrredón) (40,235)
- 비야 레알 (Villa Real) (14,278)
- 비야 리아추엘로 (Villa Riachuelo) (14,960)
- 비야 산타리타 (Villa Santa Rita) (33,850)
- 비야 솔다티 (Villa Soldati) (41,228)
- 비야 우르키사 (Villa Urquiza) (89,360)

부에노스 아이레스는 외곽 지역을 제외하면, 2001년을 기준으로 약 270만명이 거주하고 있다.

## 자치구(코무나스)
자치구(코무나스,comunas)는 부에노스아이레스를 이루는 단위 행정구역으로 가장 작은 규모의 자치구를 가리킨다. 각각의 자치구는 투표에 의해 선출된 대의원을 보유하고 있다. 다음과 같이 몇 개의 동이 모여 모두 15개의 자치구를 이루고 있으며, 숫자로 구분된다.

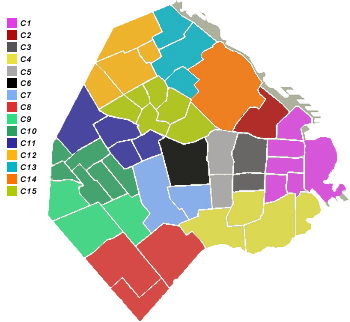
부에노스아이레스의 코무나스

1. 푸에르토 마데로, 산니콜라스, 레티로, 몬세라트, 산텔모, 콘스티투시온
2. 레콜레타
3. 발바네라, 산크리스토발
4. 라 보카, 바라카스, 파르케 파트리시오스, 누에바 폼페야
5. 알마그로, 보에도
6. 카바지토
7. 플로레스, 파르케 차카부코
8. 비야 솔다티, 비야 루가노, 비야 리아추엘로
9. 파르케 아베쟈네다, 마타데로스, 리니에르스
10. 비야 루로, 벨레스 사르스필드, 플로레스타, 몬테카스트로, 비야 레알, 베르사예스
11. 비야 데보토, 비야 델 파르케, 비야 산타리타, 비야 미트레
12. 비야 푸에이레돈, 비야 우르키사, 콜란, 사아베드라
13. 누녜스, 벨그라노, 콜레히알레스
14. 팔레르모
15. 비야 오르투사르, 차카리타, 비야 크레스포, 라 파테르날, 아그로노미아